# Menophra japygiaria
Menophra japygiaria är en fjärilsart som beskrevs av Costa 1851. Menophra japygiaria ingår i släktet Menophra och familjen mätare. Inga underarter finns listade i Catalogue of Life.